# Étoile (manga)
Étoile (ÉTOILE -三銃士星羅-?, Étoile - Sanjuushi Seira) è un manga del 2007 scritto da Hiroshi Izawa e disegnato da Kotaro Yamada. In Giappone è stato pubblicato dalla Shūeisha, mentre in Italia dalla GP Publishing.

## Trama
Il manga, ispirato al romanzo I tre moschettieri di Alexandre Dumas, è ambientato in Francia nel XVII secolo. Il protagonista è il giovane Charles, figlio di un moschettiere ma con un carattere antitetico rispetto a quello di suo padre: a rispetto e onore Charles infatti preferisce infatti risse, donne e vino. Tutto cambia quando la giovane Costanza entra nella sua vita poiché minacciata dallo spadaccino dei Corvi. Charles allora prende la spada, difende la ragazza e scopre così il suo sogno: diventare un moschettiere. Entreranno poi in scena anche Athos, Portos e Aramis ma, contrariamente al romanzo a cui il manga è ispirato, saranno nemici del giovane protagonista.

## Manga

### Volumi
| Nº | Titolo italiano | Data di prima pubblicazione          | Data di prima pubblicazione         |
| Nº | Titolo italiano | Giapponese                           | Italiano                            |
| 1  | Étoile 1        | 4 giugno 2007 ISBN 978-4-08-874381-3 | 3 dicembre 2011 ISBN 978-8864685380 |
| 2  | Étoile 2        | 3 agosto 2007 ISBN 978-4-08-874407-0 | 14 gennaio 2012 ISBN 978-8864685397 |